# Gundolsheim
 Gundolsheim  es una comuna y población de Francia, en la región de Alsacia, departamento de Alto Rin, en el distrito de Guebwiller y cantón de Rouffach.
Su población en el censo de 1999 era de 605 habitantes.
Está integrada en la Communauté de communes du Val de Soultzmatt-la Vallée Noble .
- Datos: Q381869
- Multimedia: Gundolsheim / Q381869

1. ↑  Worldpostalcodes.org, código postal n.º 68250.
2. ↑  INSEE, Datos de población para el año 2012 de Gundolsheim (en francés).